# 無痕山林運動
無痕山林運動（英語：Leave No Trace，簡稱LNT）是一套促進戶外保護的道德規範。起源於20世紀中旬，這個概念最初起源於美國的一項運動，為因應荒野休閒造成的生態破壞而發起的運動。1994年，非營利性無痕山林運動中心成立，旨在圍繞無痕山林運動創建教育資源，並將無痕山林運動的框架組織成分七大準則。
1. 事前充分的規劃與準備（Plan ahead and prepare）
2. 在可承受地點行走宿營（Travel and camp on durable surfaces）
3. 適當處理垃圾維護環境（Dispose of waste properly）
4. 保持環境原有的風貌（Leave what you find）
5. 減低用火對環境的衝擊（Minimize campfire impacts）
6. 尊重野生動植物（Respect wildlife）
7. 考量其他的使用者（Be considerate of other visitors）

## 外部連結

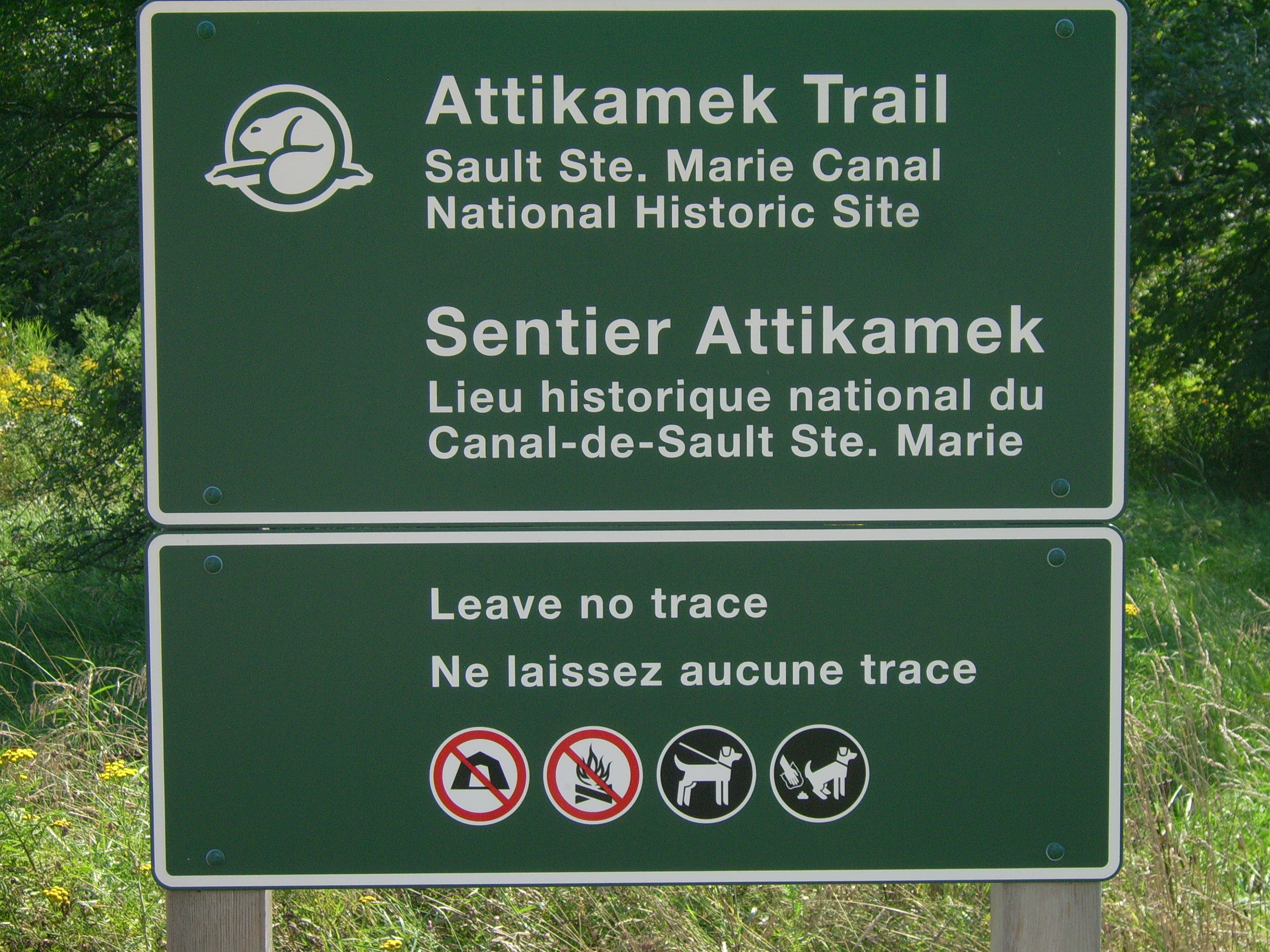
位於加拿大苏圣玛丽运河附近的阿提卡梅克步道（Attikamek Trail）上的「無痕山林運動」標誌

- Official Website （页面存档备份，存于） of the Leave No Trace Center for Outdoor Ethics
- Leave No Trace Australia （页面存档备份，存于）
- Leave No Trace Canada （页面存档备份，存于）
- Leave No Trace Ireland （页面存档备份，存于）
- Leave No Trace New Zealand （页面存档备份，存于）